# 여원 (가수)
여원(Yeo One, 본명: 여창구, 1996년 3월 27일 ~ )은 대한민국의 가수, 배우로 보이 그룹 펜타곤의 리드보컬을 맡고 있다.

## 학력
- 대흥초등학교 (졸업)
- 대전중학교 (졸업)
- 남대전고등학교 (전학) → 백암고등학교 (졸업)

## 음반 목록
- 2018년 《댄싱 꽃선비》 (《조선미인별전》 OST)

## 음반 외 활동

### 드라마
- 2016년 네이버TV 《스파크》 - 지승 역할 (주연)
- 2017년 JTBC 《청춘시대 2》 - 티르, 신창구 역할 (카메오)
- 2017년 KBS2 《조선미인별전》 - 규헌 역할 (주연)
- 2019년 웹 드라마 《어서오세요, 마녀상점》 - 윤성우 역할 (주연)
- 2020년 TV조선 《어쩌다 가족》 - 여원 역
- 2021년 웹 드라마 《펌킨타임》 - 한세준 역할 (주연)
- 2022년 KBS2 《당신이 소원을 말하면》 - 형준 역할

### 텔레비전
- 2019년 MBC 《미스터리 음악쇼 복면가왕》 - 취향 저격 심쿵 보이스 캣츠보이 (참가자)